# 北京宋庆龄故居
北京宋庆龄故居，官方全名为中华人民共和国名誉主席宋庆龄同志故居，位于中华人民共和国北京市西城区后海北沿46号，是1963年至1981年间历任中华人民共和国副主席、全国人大常委会副委员长的宋庆龄在北京的官邸。该住所所在地最早为纳兰明珠的宅院，后来为成亲王永瑆所有，光绪十四年（1888年）时被赐予了载沣，是为醇亲王府的花园部分。1949年，载沣将醇亲王府出售给了中华人民共和国中央人民政府重工业部下属的学校。1962年，醇亲王府的花园被改建完毕。1963年起为宋庆龄在北京的住所，至1981年宋庆龄病重住院。1982年，北京宋庆龄故居被列为全国重点文物保护单位。

## 历史
宋庆龄故居的所在地在清朝康熙年间是纳兰明珠的宅园。乾隆年间，纳兰明珠的孙子咸安因为抵触权臣而被抄走全部家产，该处房产的一部分一度被和珅占为别院。乾隆五十六年（1791年），清高宗弘历拨银5.3万两，为皇十一子成亲王永瑆在该房产旁修建了一座花园。嘉庆四年（1799年），和珅的全部家产均被查没，该处别院被清仁宗颙琰赐给了成亲王永瑆:176-177。光绪十四年（1888年），由于成亲王永瑆的后代因为世袭而降爵失去了住在王府的资格，加之原有的醇亲王府成为“潜龙邸”，原成亲王府被慈禧太后赐予了奕譞，成为了醇亲王府:812。
1912年，中华民国成立，根据北洋政府颁布的《清室优待条件》，醇亲王府的产权归醇亲王载沣所有。1924年，醇亲王府的正院被北洋政府征用，载沣迁居至内宅和花园部分:176-177。1949年，载沣将王府出售给了中央人民政府重工业部附设的高级工业学校:161-162。
1962年，由北京市建筑设计院设计、北京市第五建筑工程有限公司在醇亲王府花园内修建的二层仿古住宅楼正式完工，花园内其余建筑也已翻修完成:272。1963年，宋庆龄迁居于此:812，整座花园改为宋庆龄在北京的居所；同年，花园内的戏台被拆除改建为草坪:182。
1981年5月29日，宋庆龄逝世后，原前厅“濠梁乐趣”和后厅“畅襟斋”所改建的大客厅和大餐厅被布置成故居陈列室，用以介绍宋庆龄的生平:812。1981年10月，该住所被正式命名为“中华人民共和国名誉主席宋庆龄同志故居”。1982年2月23日，北京宋庆龄故居被列为全国重点文物保护单位，并于当年5月29日举办“宋庆龄同志生平展”，邓颖超亲自为展览揭幕。1985年，宋庆龄故居被首都绿化委员会命名为西城区花园式单位:560。1992年，宋庆龄故居被北京市人民政府命名为“北京市青少年爱国主义教育基地”:179。2007年5月29日宋庆龄故居文物库正式开始奠基建设，2009年5月31日与修缮完成的故居同时对外开放。

## 结构
宋庆龄故居位于中华人民共和国北京市西城区后海北沿46号，占地面积2万平方米，建筑面积5000平方米。院落东南角开有院门，进入院门后有一座挂有“宝翰堂”牌匾的大厅，大厅西侧有一扇随墙门与一条游廊相连，游廊的另一端面对的是院落中央的小湖。小湖的北岸为院内主屋，其余三面均建有土山，土山上种有大量树木，山脚下临湖一侧有一座两层的南楼，南楼东侧建有一座扇式亭，西侧建有角形的“听雨屋”，东北角处为六角攒尖顶的“恩波亭”。园内共有古树60余种，总计100余棵。位于小湖北侧的主要建筑有一座四合院和一座二层主楼。其中四合院均为灰筒瓦卷棚式屋顶，前厅为“濠梁乐趣”，面阔七间；后厅为“畅襟斋”，为五间两进；东厢房为“观花室”，面阔三间；西厢房为“听鹂轩”，面阔三间。主楼与四合院的西厢房相接，楼下是小客厅、小餐厅、治疗室和秘书办公室，楼上是宋庆龄的书房和卧室。:813:134-135:81